# عطيفة جنينية
عطيفة جنينية (الاسم العلمي: Campylobacter fetus) هي نوع من البكتيريا تتبع جنس العطيفة من فصيلة العطيفات.